# Nørre Åby Station
Nørre Åby Station er en jernbanestation i Nørre Aaby. Den har to spor med hver sin perron, og tidligere hørte også stationsbygningen til, men denne er i dag solgt fra. Stationen ligger ved den nordvestfynske jernbane og har Kauslunde Station som nærmeste station til den ene side og Ejby Station til den anden side.

## Stationsbygningen
I forbindelse med stationen ligger den gamle stationsbygning, som blev opført i 1910. Bygningen er i tre etager med tilhørende pakhus. I stueetagen kan man stadig se den gamle ventesal, billetsalg m.m.
Bygningen er tegnet af Heinrich Wenck, som på daværende tidspunkt stod bag størstedelen af stationsbygningerne i Danmark. I øvrigt er Nørre Aaby stationsbygning en af de mest velbevarede stationsbygninger fra denne tid og er derfor fredet.
I oktober 2020 blev stationsbygningen, efter at have stået forladt siden 2008, solgt til de nuværende ejere. I løbet af vinteren og foråret gennemgik bygningen en større renovering, hvorefter der blev holdt en åbningsfest den 20. maj 2021. Bygningen fungerer i dag som café, restaurant og spillested, hvor det er muligt at afholde private arrangementer, konferencer m.m.

## Sidesporet
På den nordøstlige side af stationen ud mod Rønnevej finder man opholdsområdet og legepladsen "Sidesporet". Dette projekt opførtes på et uudnyttet areal, som tidligere var en skaterbane, i samarbejdet med Lokale- og Anlægsfonden og Realdania. Området opfordrer til leg og bevægelse, især hos den yngre del af brugerne.